# Ministro religioso
Ministro es el título dado a ciertas personas en algunas Iglesias, lo que supone una autorización para realizar determinadas funciones que varían en cada religión.

## Iglesia católica
El ministro es la persona encargada de administrar de forma válida los sacramentos. Por lo que el ministro no se debe entender como un título usado por el clero ordenado. En la Iglesia católica el ministro depende del sacramento, y de las condiciones, existiendo ministros ordinarios y extraordinarios, dependiendo del sacramento.

### Bautismo
El ministro ordinario de este sacramento será el obispo, el sacerdote y el diácono. Si el ministro ordinario estuviera impedido por algún motivo, el catequista u otro destinado para esta función puede administrarlo. Ahora bien, en caso de necesidad, cualquier persona puede hacerlo, siempre que con este rito quiera cumplir lo que desea la Iglesia a través de él.
El código de derecho canónico recomienda que el párroco ofrezca al obispo la posibilidad de bautizar a los adultos mayores de quince años (cf. canon 863).

### Confirmación
En la Iglesia latina el ministro ordinario de la confirmación es el Obispo; pero también administra válidamente este sacramento el presbítero dotado de facultad por el derecho universal o por concesión peculiar de la autoridad competente. El canon 885 indica cuáles son los presbíteros que tienen esa facultad por el derecho universal.
En las Iglesias orientales, incluso las católicas, el ministro ordinario es el presbítero, que usa óleo santo consagrado por el obispo o por el patriarca (cánones 693-694 del Código de Cánones de las Iglesias Orientales).

### Eucaristía
La celebración es presidida siempre por el obispo o el presbítero. En la distribución de la Comunión a los asistentes a la celebración, participan también el diácono, el acólito instituido y otros acólitos que puedan ser designados para la ocasión.......

### Matrimonio
En el matrimonio los ministros son los propios contrayentes. El obispo, el presbítero o el diácono son solo testigos cualificados. En caso de necesidad, el derecho canónico contempla la posibilidad de contraer matrimonio ante un testigo laico, debidamente instruido para ese ministerio  .

### Orden sacerdotal
El orden sacerdotal solo puede ser administrado por el obispo.

### Penitencia o confesión
El ministro ordinario es el presbítero o el obispo.

### Unción de enfermos
La Santa Unción es conferida por el presbítero o por el obispo.

## Iglesias modernas
En la mayoría de las iglesias modernas, un ministro es un miembro del clero ordenado que dirige una congregación; tal persona puede también ser llamada pastor, predicador, anciano, etc., dependiendo de factores como las tradiciones, los usos y otros. En muchas iglesias, se requiere que los ministros hayan sido educados en seminarios, pero algunas iglesias permiten que los laicos prediquen.
Ministro viene del verbo ministrar o servir, así que un Ministro es alguien que sirve a los demás miembros de su grupo religioso.